# Trattato di Lunéville
Il trattato di Lunéville venne firmato il 9 febbraio 1801, ossia il 20 piovoso dell’anno IX, fra la Prima Repubblica francese ed il Sacro Romano Impero da Giuseppe Bonaparte e da Johann Ludwig Josef von Cobenzl, rispettivamente.

## Antefatto e trattato in sintesi
L'esercito austriaco fu sconfitto da Napoleone Bonaparte nella Battaglia di Marengo il 14 giugno 1800 e quindi da Moreau nella Battaglia di Hohenlinden il 3 dicembre. Con il principale fautore della Seconda coalizione, l'Austria, in grosse difficoltà trovandosi il nemico francese alle porte, i coalizzati furono costretti alla pace. Il trattato di Lunéville costituì la fine della Seconda coalizione; la Gran Bretagna era così l'unica nazione ad essere rimasta in guerra contro la Francia.

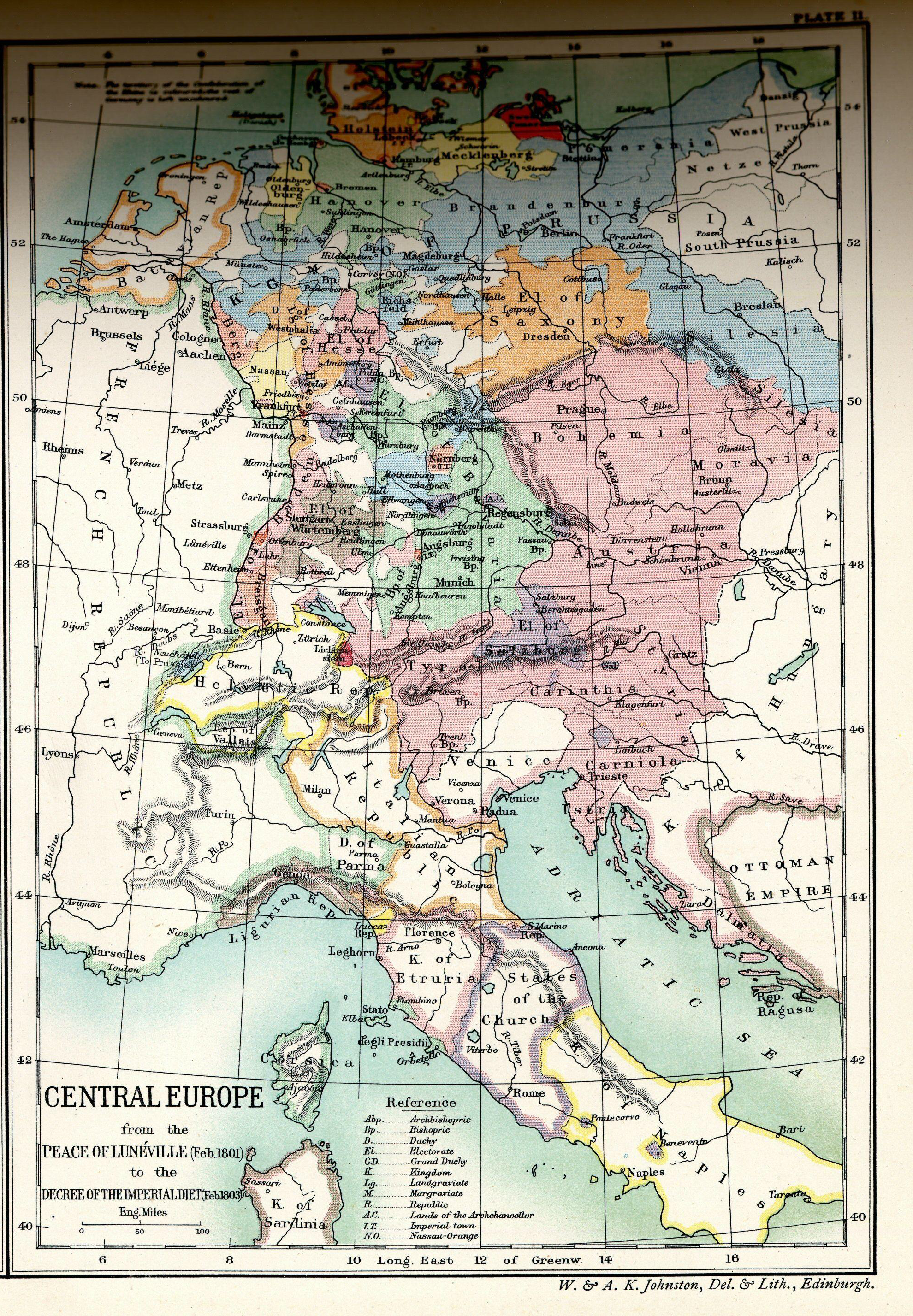
L'Europa dal trattato al Reichsdeputationshauptschluss, sbagliando la zona di Novara

Il trattato imponeva all'Austria di rispettare le clausole del precedente trattato di Campoformio (17 ottobre 1797). Certi possedimenti austriaci in Germania dovevano essere abbandonati, tipo il Fricktal che passò alla Svizzera. Il controllo francese venne esteso alla riva sinistra del Reno mentre i principi tedeschi rinunciavano ai territori a ovest del fiume. Il confine contestato in Italia veniva sistemato totalmente sull’Adige, tagliando in due la città di Verona, ed il Granducato di Toscana, trasformato in Regno d'Etruria, veniva assegnato a Ludovico I di Borbone in cambio del Ducato di Parma, mentre il granduca, già in esilio dall'occupazione francese della Toscana avvenuta nel 1799, riceveva in compenso territori in Germania. Ribadito il confine del Reno, le due parti si dichiaravano d'accordo nel rispettare l'indipendenza della Repubblica Batava, della Repubblica Cisalpina, della Repubblica Elvetica e della Repubblica Ligure. Nel nord Italia si ribadì l’estinzione dei feudi imperiali, e i due semi-indipendenti principati vescovili di Trento e Bressanone vennero secolarizzati ed annessi direttamente dall'Austria.
L'Austria riprese la guerra contro Napoleone nel 1805.